# Велике Горелце
Велике Горелце (словен. Velike Gorelce) — поселення в общині Лашко, Савинський регіон, Словенія. Висота над рівнем моря: 476,2 м. 